# Бодден
Бодден (на немски: Bodden) са плитки крайбрежни води от следледниковия период, образувани от отчасти залети от морето морени. Наименованието „Бодден“ е най-вероятно от нисконемски произход и се свързва с думата „Boden“, която означава „дъно, почва“, което напомня за малката им дълбочина.
Примери за Бодден са протоците по южното крайбрежие на Балтийско море в провинции Предна Померания и Мекленбург, напр. веригата „Дарс-Цингстербоденкетте“, Вестрюгенер Бодденкетте и др., но се срещат и по крайбрежието на Дания.
Типично е, че по южното крайбрежие на Балтийско море те са отделени от открито море чрез разтеглени острови и полуострови и образуват лагуни.
Тъй като Балтийско море само по себе си има ниско съдържание на сол, то водата в лагуните има характера на почти сладководна вода. Плитчините са гъсто обрасли с тръстика и са местообиталище на много видове птици.
Особен феномен в плитките води на Предна Померания са крайбрежните места с вятърни приливи и отливи. Понякого в резултат на смяната на посоката или силата на вятъра седмици наред части от крайбрежието остават сухи, а след това отново дни наред могат да бъдат под вода.
През сухите фази в по-откритите и свързани с морето плитководни басейни се забелязват големи разлики в концентрацията на сол, която се повишава много през лятото. При тези екстремни условия тук могат да живеят много малко безгръбначни животни, но в голямо количество. Тези приливни зони са и важно място за отдих на прелетни птици като жерави и диви гъски. Те дават убежище и на моржове.
Тези екологични особености са една от причините за изграждането на Националния парк на Предна Померания с протока дер Бодден /Nationalpark Vorpommersche Boddenlandschaft/ между полуостров Дарс и остров Рюген.